# BePDF
BePDF — приложение для просмотра pdf-документов для BeOS, Haiku и Zeta, основанное на Xpdf. Оно было добавлено в Haiku alpha1, как стандартное приложение для просмотра pdf-документов.

## Особенности
- Просмотр зашифрованных и защищенных паролем PDF-файлов версии 1.5.
- Drag’n’Drop.
- Навигация по странице.
- Отображение уведомлений.
- Масштабирование и поворот страницы.
- Отображение списка страниц, закладок и вложений.
- Полноэкранный режим.
- Поддержка китайского, корейского и японского национальных шрифтов.
- Отображение встроенных шрифтов (Type 1, Truetype) при помощи библиотеки FreeType 2.
- Многопоточность.
- Редактирование текста.
- Поддержка печати.
- Поиск.
- Копирование изображений и текста.

Исходные коды доступны в репозитории Git.